# ماریوس مولر (بازیکن فوتبال، زاده ۱۹۹۰)
ماریوس مولر (انگلیسی: Marius Müller؛ زادهٔ ۵ اکتبر ۱۹۹۰) بازیکن فوتبال اهل آلمان است.
از باشگاه‌هایی که در آن بازی کرده‌است می‌توان به باشگاه فوتبال یان رگنسبورگ اشاره کرد.